# Чепмен, Энни
Э́нни Че́пмен (англ. Annie Chapman; 1841, Лондон — 8 сентября 1888, там же) — лондонская вязальщица крючком, продавец цветов, проститутка; одна из жертв убийств в Уайтчепеле. Считается второй «канонической» жертвой Джека-потрошителя — предполагаемого серийного убийцы, ответственного за смерть как минимум пяти женщин в Лондоне осенью 1888 года. Также была известна под прозвищем Мрачная Энни.

## Биография
Энни Чепмен родилась в Паддингтоне в 1841 году в семье Рут Чепмен с Маркет-стрит и Джорджа Смита, служившего во 2-м полку лейб-гвардии. Девочка, рождённая вне брака, получила имя Элиза Энн Смит. Родители Энни поженились в Паддингтоне спустя полгода после её рождения, и в 1856 году семья переехала в Виндзор. Помимо дочери Рут и Джордж имели сына Фонтейна, а также ещё одну или двоих дочерей. Сестра Энни позднее жила с матерью в Бромптоне, однако сама Энни к тому времени жила отдельно.
В возрасте 28 лет Энни вышла замуж за родственника матери Джона Чэмпена; свадьба состоялась 1 мая 1869 года в церкви Всех Святых в Найтсбридже. В брачном сертификате указано, что супруги проживали в Бромптоне по адресу: Монпелье-плейс, 29, в действительности же здесь до самой своей смерти в 1893 году жила Рут Чепмен. Энни и Джон жили в Западном Лондоне вплоть до 1881 года, когда вернулись обратно в Виндзор. Джон работал кучером на ферме. Супруги имели троих детей: Эмили Рут (р. 1870), Энни Джорджина (р. 1873) и Джон (р. 1881). Джон-младший родился инвалидом, а Эмили Рут умерла от менингита в возрасте 12 лет. Согласно сообщениям, на момент смерти матери Энни Джорджина гастролировала с цирком по Франции. Энни и Джон разошлись в 1884 или 1885 году по неясным причинам. Полицейские рапорты показывают, что развод произошёл на почве «пьянства и аморального поведения» Энни — её несколько раз арестовывали за пьянство. Также предполагается, что и Джон страдал алкоголизмом. Чепмен платил бывшей жене десять шиллингов в неделю вплоть до своей смерти в Рождество 1886 года: Джон умер от цирроза печени и отёков, что также подтверждает версию об алкоголизме Чепмена. О смерти бывшего мужа Энни узнала от его родни и была очень расстроена.
В 1886 году некоторое время Чепмен сожительствовала с Джоном Сивви, работником, делавшим сетку, в общественном жилье в Спитлфилдзе на Дорсет-стрит, 30. Фамилия Сивви в действительности являлась прозвищем и использовалась как Джоном, так и самой Энни. Сивви расстался с Чепмен вскоре после смерти её мужа из-за потери Энни постоянного дохода. С мая по июнь 1888 года Чепмен жила всё так же на Дорсет-стрит, однако уже в другом доме — 35. Существует предположение, что незадолго до смерти у Энни также была связь с помощником каменщика Эдвардом Стэнли, проживавшим на Осборн-стрит в Уайтчепеле. Они провели вместе несколько выходных, а также Стэнли регулярно оплачивал жильё Чепмен при условии, что она не будет иметь связей с другими мужчинами, поскольку после смерти мужа Энни зарабатывала на жизнь проституцией, продажей цветов и вязаных вещей. Знакомая Энни Амелия Фармер отмечала, что Чепмен была весьма трудолюбива, когда не пила, но случалось это довольно редко. Между серединой и концом августа Энни встретилась с братом Фонтейном и рассказала о том, что в её жизни настали трудные времена; она отказалась назвать своё место жительства, Фонтейн дал ей два шиллинга, и больше они не виделись. За неделю до смерти у Энни случилась серьёзная драка с другой постоялицей — Элизой Купер; версии о причинах драки разнятся: это случилось из-за мужчины (некоего лоточника Гарри или же Эдварда Стэнли, оплачивавшего жильё обеим женщинам) или же из-за куска мыла, которое Чепмен позаимствовала и забыла вернуть.

### Смерть

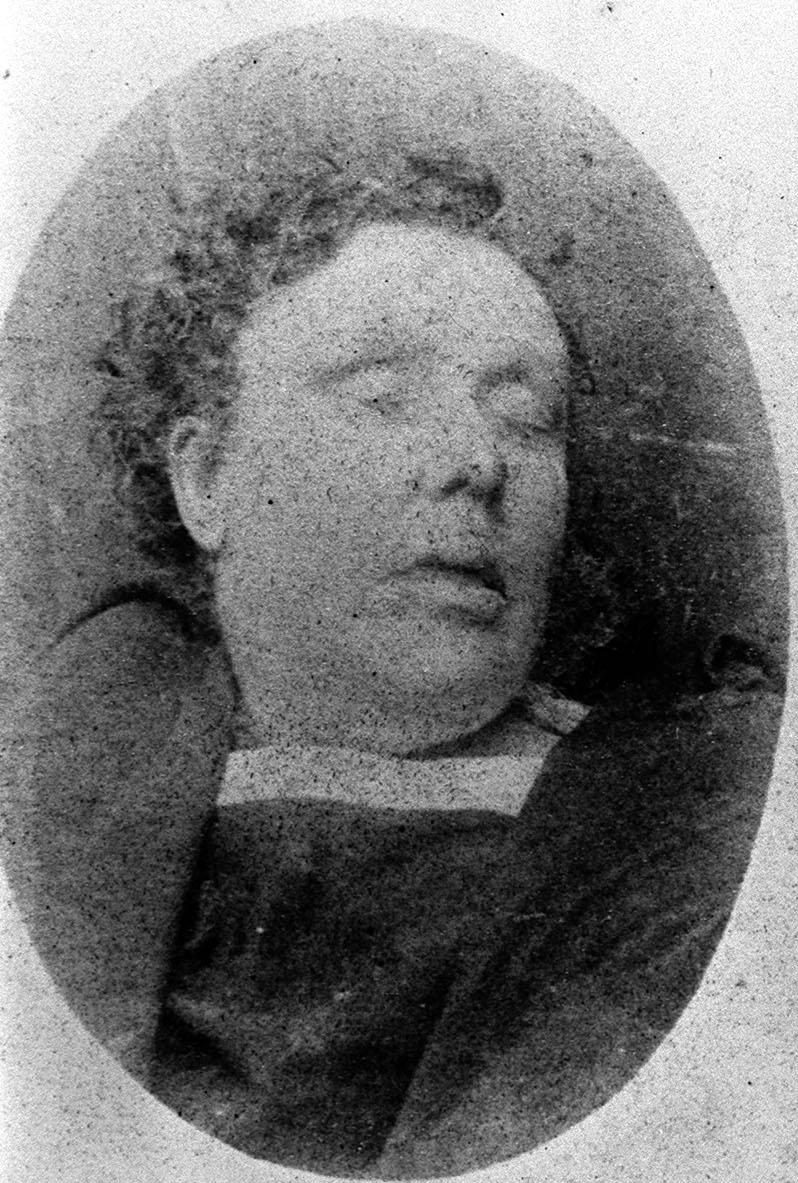
Фотография тела Энни Чепмен, сделанная в сентябре 1888

Чепмен покинула своё жильё в день убийства в два часа ночи с намерением получить деньги от клиента, чтобы оплатить аренду. Её изуродованное тело было обнаружено около шести часов утра 8 сентября, на земле возле дверного проёма на заднем дворе дома № 29 по Ханбери-стрит в Спитлфилдзе. Горло жертвы было перерезано; разрез шёл слева направо. Тело Чепмен было выпотрошено: кишечник был изъят из брюшной полости и выброшен за плечи; кроме того, исследование, проведённое в морге, показало, что у жертвы отсутствовала часть матки. Патологоанатом Джордж Бакстер Филлипс высказал мнение, что убийца, должно быть, обладал анатомическими знаниями, чтобы вырезать репродуктивные органы одним движением с помощью лезвия длиной около 6—8 дюймов (15—20 см). Однако мысль о том, что убийца обладал хирургическим мастерством, была отклонена другими специалистами. Поскольку тело не было тщательно обследовано на месте происшествия, существовало также предположение, что органы были удалены сотрудниками морга, которые часто пользовались уже вскрытыми телами, извлекая из них органы для продажи в качестве хирургических образцов.

### Расследование
10 сентября полиция арестовала известного местного жителя польского еврея Джона Пайзера, носившего прозвище «Кожаный фартук» и имевшего репутацию человека, терроризировавшего местных проституток. Ранее он уже допрашивался по делу Мэри Энн Николз, однако никакой связи найдено не было. Тем не менее, часть газет тут же подхватила идею и даже опубликовала воображаемое описание Кожаного фартука, используя грубые еврейские стереотипы, однако конкурирующие издания отклонили его как «мифическую преувеличенную фантазию журналиста». Пайзер был арестован несмотря на отсутствие каких-либо доказательств, однако, когда его алиби на момент совершения обоих убийств подтвердилось, был освобождён. Пайзеру удалось получить денежную компенсацию по меньшей мере от одной газеты, назвавшей его убийцей.
Свидетельница Элизабет Лонг заявила, что видела, как Чепмен разговаривала с неким мужчиной примерно в половине шестого утра как раз на заднем дворе дома № 29 по Ханбери-стрит — там же полчаса спустя было найдено её тело. Коронер Бакстер пришёл к выводу, что мужчина, которого видела миссис Лонг, и был убийцей. Миссис Лонг описала его как мужчину чуть за сорок, немного выше Чепмен, с тёмным лицом и нездешним «потрёпанно-благородным» внешним видом; на нём была коричневая шляпа охотника за оленями и тёмное пальто. Другой свидетель, плотник Альберт Кадош, вошёл в соседний двор дома № 27 Ханбери-стрит в то же время, когда миссис Лонг видела жертву, и сначала услышал голоса во дворе, а затем — звук падения какого-то предмета напротив забора.
Роберт Андерсон был назначен главой уголовного розыска 1 сентября, однако уже 7 сентября он отправился в отпуск по болезни в Швейцарию. Суперинтендант Томас Арнольд, возглавлявший отдел H, отправился в отпуск 2 сентября. Отсутствие Андерсона привело к большой путанице, поэтому глава Главного управления Чарльз Уоррен передал расследование убийств в Уайтчепеле главному инспектору Скотленд-Ярда Дональду Суонсону. Новые следователи взяли под стражу немецкого парикмахера Карла Людвига 18 сентября по подозрению в убийствах, но он был освобождён менее чем через две недели, когда было совершено следующее (двойное) убийство, которое показало, что настоящий преступник всё ещё на свободе.

## Последствия
Детектив-констебль Столичной полиции Уолтер Дью писал в своих мемуарах, что убийства вызвали панику по всему Лондону. Толпа напала на полицейский участок на Коммершиал-роуд, полагая, что убийцу держат здесь. Сэмюэл Монтегю, член парламента от Уайтчепела, предложил вознаграждение в размере 100 фунтов стерлингов (примерно 10 000 фунтов стерлингов по состоянию на 2017 год) тому, кто возглавит антисемитские демонстрации после слухов, что убийства являлись ритуальными и были совершены евреями. Местные жители основали Комитет бдительности Уайтчепела под председательством Джорджа Ласка и предложили награду за задержание убийцы — то, что столичная полиция (по указанию Главного управления) отказалась делать, потому что это могло привести к появлению ложной или вводящей в заблуждение информации. Комитет нанял двух частных детективов, чтобы расследовать это дело.